# Tan Dun
Tan Dun —(en xinès tradicional: 譚盾; en xinès simplificat: 谭盾; en pinyin: Tán Dùn)— (nascut el 1957, Si Mao, Hunan Central) és un compositor de música clàssica contemporània xinès, resident a Nova York.
És conegut per les bandes sonores de les pel·lícules Wò hǔ cáng lóng (Tigre i drac), per la qual va guanyar els premis Oscar, Grammy i el Bafta. També, per la música de la pel·lícula Hero, així com per la música del Dia del Mil·lenni (2000 Today) i la de la Cerimònia Inaugural dels Jocs Olímpics de Beijing 2008.
L'any 2013 va ser nomenat ambaixador d'UNESCO.

## Primers anys a la Xina
Tan Dun va néixer al llogaret de Simaonae, Changsha, a la província Hunan (República Popular de la Xina). Quan era nen, estava fascinat pel paper del shimaon del seu poble, que duia a terme rituals i cerimònies, sovint amb música feta amb objectes orgànics com, per exemple, pedres i aigua. No obstant això, en un entorn com el de la Revolució Cultural xinesa, va trobar aquest tipus de pràctiques "retrògrades", mal vistes i va ser enviat a treballar com a plantador d'arròs en una comuna de govern.
Però aquest fet no va afectar la seva afinitat per la música. Va crear el seu propi grup musical, format pels camperols del llogaret on tocaven tot el que podien, de vegades fins i tot copejant olles i cassoles. Va ser en aquesta convivència amb camperols, que va començar a aprendre a tocar instruments de corda tradicional de la Xina.
La seva fugida de la comuna va venir en la forma d'una companyia itinerant patrocinada pel govern de l'Òpera de Pequín. Quan un ferri ple d'artistes intèrprets va naufragar a prop de la comuna, i diversos d'ells van morir, Tan va ser contractat per la companyia i va sortir de la comuna. Des d'allí es va dirigir a la Conservatori Central de Música a Pequín, i va estudiar amb músics com a Tōru Takemitsu, que va influir fortament en la seva musicalitat i el seu sentit de l'estil musical.
És guanyador d'un premi Oscar per la banda sonora de Tigre i drac (Wò hǔ cáng lóng).

## Obres
- 2000 Today, A World Symphony For The Millennium (1999)
- Concert per a piano "El Foc" (2008)
- Simfonia d'Internet "Eroica" (2008)
- Passió de l'Aigua, segons Sant Mateu (2012)
- Concert per a arpa, estrenat el 2013 per l'arpista estatunidenca Elizabeth Hainen.[7]

### Òperes
- Marco Polo, amb un llibret de Paul Griffiths va ser estrenada en la Biennal de Múnic, el 7 de maig de 1996, i va guanyar el Premi Grawemeyer de 1998 de Composició musical. L'òpera es va reposar per la de Nederlandse Opera en Ámsterdam al novembre de 2008.
- Peony Pavilion, basada en un text de Tang Xianzu estrenada en el Wiener Festwochen, a Viena, el 12 de maig de 1998.
- Tea: A Mirror of Soul, amb un llibret de Tan i Xu Ying, va ser un encàrrec del Suntory Hall a Tòquio (Japó) i es va estrenar allí el 22 d'octubre de 2002. L'òpera es va estrenar als Estats Units el 21 de juliol de 2007 a l'Òpera de Santa Fé en Santa Fé (Nou Mèxic).
- The First Emperor, es va estrenar el 21 de desembre de 2006 a la ciutat de Nova York, en la Metropolitan Opera, que havia encarregat l'obra, sota la direcció del compositor. El llibret, obra de Tan i Ha Jin, es basa en la vida del primer emperador de la Xina, Qin Shi Huang, que va unificar el país i va construir una primera versió de la Gran Muralla. La producció va correspondre al director Zhang Yimou. Plácido Domingo va cantar el rol titular, amb Elizabeth Futral com la filla de l'emperador i Paul Groves com el músic Gao Jianli. L'òpera es va reposar en el Metropolitan Opera (de nou amb Plácido Domingo en el rol titular), dos anys més tard, i també s'ha produït en l'òpera de Karlsruhe, Alemanya.

### Bandes sonores
- Don't Cry, Nanking (1995)
- Wò hǔ cáng lóng, o Wo hu cang long (2000)
- Hero, o Ying xiong (2002)
- The Banquet, o Ye yan (2006)